# معهد الاقتصاد والسلام
```
معهد الاقتصاد والسلام
 
(
بالإنجليزية
: 

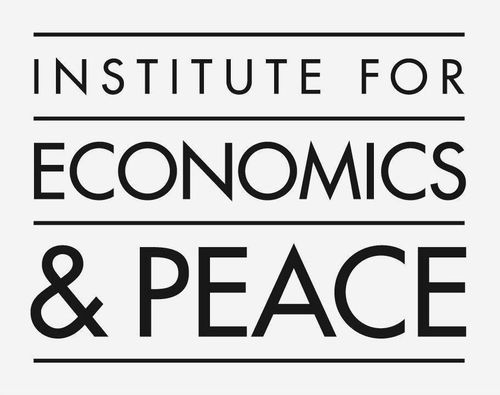
شعار معهد الاقتصاد والسلام

Institute for Economics and Peace
)‏
 واختصاراً 
(
بالإنجليزية
: 
IEP
)‏
[
3
]
 يرأسه رائد الأعمال التكنولوجي 
ستيف كيليليا
 مؤسس IR.
[
4
]
 هو مؤسسة فكرية عالمية مقرها في 
سيدني
 
بأستراليا
 ولها فروع في مدينة 
نيويورك
 
ومكسيكو سيتي
 
وأكسفورد
. تُطوّر المؤسسة الأطر المفاهيمية لتحديد السلام وتوفير مقاييس للقياس ، وكشف العلاقة بين السلام  والأعمال التجارية  والازدهار ، والسعي لتعزيز فهم العوامل الثقافية والاقتصادية والسياسية التي تدفع بالسلام. وتعمل بالشراكة مع 
معهد آسبن
 
[الإنجليزية]
[
5
]
 بالإضافة للشراكة مع 
الاقتصاديون من أجل السلام والأمن
 
[الإنجليزية]
[
6
]
 
والميثاق العالمي للأمم المتحدة
 
ومركز الدراسات الاستراتيجية والدولية وجامعة كرانفيلد
 
[الإنجليزية]
. كما تتعاون مع 
منظمة التعاون الاقتصادي والتنمية
 
وأمانة الكومنولث
 
وبرنامج الأمم المتحدة الإنمائي
 ومكتب دعم بناء السلام التابع للأمم المتحدة.
```

## مؤشر السلام العالمي
المؤشر الرئيسي الذي أنتجه المعهد هو مؤشر السلام العالمي (بالإنجليزية: Global Peace Index)‏ واختصاراً (بالإنجليزية: Global Peace Index)‏ وهو مقياس يُستشهد به على نطاق واسع. دُمج المؤشر في الكتاب السنوي لمعهد ستوكهولم الدولي لأبحاث السلام (2009 ، 2010 ، 2011 ، 2012 ، و 2014)، وحُللّ من قبل فريق تقرير التنمية العالمية 2011 التابع للبنك الدولي. تُجمع بيانات مؤشر السلام العالمي وتُصنيف جُزئياً بواسطة وحدة المعلومات الاقتصادية (بالإنجليزية: EIU)‏ وهي ذراع البحث والتحليل لمجموعة علماء الاقتصاد [الإنجليزية] وتُراجع المنهجية من قبل لجنة دولية من خبراء السلام والإحصاء .
المؤشر يصدر سنوياً  ويكوّن الأساس التجريبي لندوة الأمم المسالمة وهو مؤتمر لمدة 3 أيام تم استضافته في نوفمبر 2009 لتكريم الدول الأكثر سلماً في كل من المناطق التسع في العالم حيث شاركت هيلين كلارك مديرة برنامج الأمم المتحدة الإنمائي وألقت الكلمة الرئيسية. يُستخدم المؤشر من قبل الأمم المتحدة والبنك الدولي.[بحاجة لمصدر] مؤشر السلام العالمي السنوي التاسع الذي تم إطلاقه في عام 2015 يشمل 162 دولة.

## مؤشرات السلام الوطنية
أطلق المعهد سلسلة من مؤشرات السلام الوطنية بدءً من مؤشر السلام بالولايات المتحدة USPI في أبريل 2011. ويصنف هذا المؤشر كل ولاية في الولايات المتحدة حسب الهدوء، وعلى عكس مؤشر السلام العالمي فإنّه يستخدم فقط 5 مؤشرات: معدل السجن، عدد الشرطة وعدد جرائم القتل وتوافر الأسلحة الصغيرة وعدد جرائم العنف. بحسب المركز فإن مين هي الولاية الأكثر سلامًا بينما لويزيانا هي الأقل.
مؤشر السلام في المكسيك MPI هو الأحدث في سلسلة مؤشرات السلام الوطنية وإلى الآن فقد صدر مرتين الأولى نُشرت في 2013 والثانية في 2015.
يستخدم مؤشر السلام في المكسيك سبعة مؤشرات فيرعية لقياس مستوى السلام في 32 ولاية مكسيكية في الفترة من 2003 إلى 2014. المؤشرات هي: معدلات القتل، جرائم العنف، جرائم الأسلحة، السجن، تمويل الشرطة، كفاءة نظام العدالة، ومستوى الجريمة المنظمة. غواناخواتو، ميتشواكان، سينالوا ، موريلوس وغيريرو هم أقل المدن سلاماً بينما هيدالجو ويوكاتان وكويريتارو هي الأكثر سلاماً. كانت المكسيك سادس أكبر منفق على احتواء العنف في العالم. تشير التقديرات إلى أن 17٪ الاقتصاد الوطني في المكسيك يُنفق لاحتواء وإدارة آثار العنف المباشر وغير المباشر.

## مؤشر الإرهاب الدولي
مؤشر الإرهاب العالمي (بالإنجليزية: Global Terrorism Index)‏ GTI هو محاولة لتصنيف الدول بشكل منهجي وفقاً للنشاط الإرهابي. بحسي التقارير فقد تضاعف عدد الهجمات الإرهابية كل عام أربع مرات في العقد الذي أعقب 11 سبتمبر 2001. يُشير المؤشر أيضاً إلى زيادة بنسبة 61٪ في الوفيات الناجمة عن الإرهاب من 2012 إلى 2013 ، ويرجع ذلك إلى حد كبير لنشوب الحرب الأهلية في سوريا والتأثيرات غير المباشرة في المنطقة. في عام 2013 كان 82٪ من القتلى في الهجمات الإرهابية في العراق وأفغانستان وباكستان ونيجيريا وسوريا.

## انظؤ أيضاً
- قائمة نشطاء السلام
- قائمة المنظمات المناهضة للحرب [الإنجليزية]
- اقتصاديات السلام [الإنجليزية]